# جاركو بيوفيتش
جاركو بيوفيتش مواليد 25 يناير 1986 في الجبل الأسود، هو لاعب كرة يد مونتينيغري. يلعب حاليا مع نادي دونكيرك لكرة اليد. مثل منتخب الجبل الأسود لكرة اليد.

## سجل المنافسة
شارك في البطولات التالية:
- بطولة أوروبا لكرة اليد للرجال 2014